# Котулек, Мартин
Ма́ртин Ко́тулек (чеш. Martin Kotůlek, родился 11 сентября 1969 в Оломоуце) — чешский футболист и футбольный тренер, вице-чемпион Европы 1996 года.

## Карьера

### Клубная
Воспитанник команд «Тешетице» и «Намешть-на-Гане». В 1986 году дебютировал в составе команды «Сигма», в составе которой выступал почти 14 лет суммарно (если не считать года пребывания в «Дукле» из Банской-Бистрицы). Провёл 256 игр, забил 9 голов. В 2000 году покинул клуб и ушёл в «Брно», через 4 года в «Опаву», а ещё через год отправился доигрывать в возрасте 35 лет в «Оломоуц» из второй лиги. Всего сыграл 412 матчей в Гамбринус-Лиге, заслужив репутацию опытного игрока.

### В сборной
Одну игру успел сыграть за Чехословакию, с 1994 по 1998 годы всего 7 раз выходил в матчах за сборную Чехии, но стал вице-чемпионом Европы 1996 года.

## Статистика выступлений за сборную
| Матчи Мартина Котулека за сборную Чехии | Матчи Мартина Котулека за сборную Чехии | Матчи Мартина Котулека за сборную Чехии | Матчи Мартина Котулека за сборную Чехии | Матчи Мартина Котулека за сборную Чехии | Матчи Мартина Котулека за сборную Чехии | Матчи Мартина Котулека за сборную Чехии |
| --------------------------------------- | --------------------------------------- | --------------------------------------- | --------------------------------------- | --------------------------------------- | --------------------------------------- | --------------------------------------- |
| №                                       | Дата                                    | Оппонент                                | Счёт                                    | Голы                                    | Соревнование                            |                                         |
| 1                                       | 5 июня 1994                             | Ирландия                                | 3 : 1                                   | -                                       | Товарищеский матч                       |                                         |
| 2                                       | 8 мая 1995                              | Словакия                                | 1 : 1                                   | -                                       | Товарищеский матч                       |                                         |
| 3                                       | 26 июня 1996                            | Франция                                 | 0 : 0 (6:5 пен.)                        | -                                       | ЧЕ 1996. 1/2 финала                     |                                         |
| 4                                       | 11 декабря 1996                         | Нигерия                                 | 2 : 1                                   | -                                       | Товарищеский турнир                     |                                         |
| 5                                       | 12 декабря 1996                         | Хорватия                                | 1 : 1                                   | -                                       | Товарищеский турнир                     |                                         |
| 6                                       | 26 февраля 1997                         | Беларусь                                | 4 : 1                                   | -                                       | Товарищеский матч                       |                                         |
| 7                                       | 18 ноября 1998                          | Англия                                  | 0 : 2                                   | -                                       | Товарищеский матч                       |                                         |

## После карьеры игрока
С 2008 по 2013 год являлся помощником тренера в «Сигме». После отставки Романа Пиварника 6 мая 2013 года Мартин Котулек был назначен главным тренером.